# The Trinity
The Trinity – trzeci studyjny album jamajskiego wokalisty dancehall i reggae – Seana Paula. Został wydany w 2005 roku. Kompozycja promowana jest czterema singlami: „We Be Burnin’”, „Ever Blazin’”, „Temperature” oraz „(When You Gonna) Give It up to Me” z udziałem Keyshia Cole.
Album uplasował się na 6. miejscu notowania Billboard Hot 100 i na 7. miejscu Billboard 200. W pierwszym tygodniu sprzedano 107 000 egzemplarzy w USA, a na całym świecie 4 367 750. Kompozycja została zatwierdzona jako platyna w Europie.

## Lista utworów

### CD 1
1. „Fire Links Intro”
2. „Head in the Zone”
3. „We Be Burnin’”
4. „Send it On”
5. „Ever Blazin’”
6. „Eye Deh a Mi Knee”
7. „Give it Up to Me”
8. „Yardie Bone" (feat. Wayne Marshall)
9. „Never Gonna Be the Same”
10. „I'll Take You There”
11. „Temperature”
12. „Breakout”
13. „Head to Toe”
14. „Connection” (feat. Nina Sky)
15. „Straight Up”
16. „All on Me” (feat. Tami Chynn)
17. „Change the Game” (feat. Logga man & Kid Kurup)
18. „The Trinity”

### CD 2
1. „Cry Baby Cry” (feat. Carlos Santana & Joss Stone)
2. „Break It Off” (feat. Rihanna)
3. „As Time Goes On”
4. „Temperature” (AOL sessions)
5. „Get Busy” (AOL sessions)
6. „Never Gonna Be the Same” (AOL sessions)

## Teledyski
1. „We Be Burnin’”
2. „Ever Blazin’”
3. „Temperature”
4. „Cry Baby Cry” (feat. Carlos Santana & Joss Stone)
5. „Never Gonna Be the Same”
6. „When (You Gonna) Give It Up to Me” (feat. Keyshia Cole)